# 雷頓教授系列
雷頓教授系列是由LEVEL-5開發及發售的冒險遊戲系列，最初為2007年起於任天堂DS上的3部作品構成，創立了一種名為「解謎幻想冒險」的新種型遊戲。其後，手機遊戲、動畫電影、漫畫相繼推出。截至2018年，遊戲系列在全球的累計出貨量超過了1700萬份。

## 概要
本作是LEVEL-5第一次同時自家開發、製作及發售的遊戲作品。第一作中由不可思議的小鎮的居民提出謎題（智力遊戲），而慢慢推進故事的冒險遊戲。雖然遊戲只是「純粹的解謎」，但遊戲謎題中亦加入推動故事的謎題，所以與推理冒險遊戲有很大的分別。換句話說本作是以「在故事進行的期間，插入與故事無直接關係的謎題」為主題製作。雖然是一款冒險遊戲，但沒有加入「選擇指令」等的系統，所以故事會以直線進行。除了以上外，製作人員亦利用DS觸控筆作極為簡化的操作，及以大泉洋和堀北真希等受歡迎偶像為角色配音等為輕玩家而設的原素。在第二作《雷頓教授與惡魔之箱》發售後，為了玩家自身解答謎題的樂趣性，在官方網站上刊登希望攻略網站不刊登答案的啟事。

## 作品一覽

### 游戏
雷頓教授系列主作品前兩個系列各有三作。不過，雖然第1系列比第2系列先推出，但於情節上，後者之故事（Episode 1-3）卻發生早於前者（Episode 4-6）。另外，動畫電影《永遠之歌姬》之故事屬Episode 1.5。新系列主角改为艾尔夏尔·雷顿的女儿卡特莉艾尔·雷顿。

#### 第1系列
Episode 4：《雷頓教授與不可思議的小鎮》
任天堂DS平台，2007年2月15日發售。
《雷頓教授與不可思議的小鎮 EXHD for 智慧型手機》
iOS/Android平台。2018年6月8日發佈開始。
Episode 5：《雷頓教授與惡魔之箱》
任天堂DS平台，2007年11月29日發售。
Episode 6：《雷頓教授與最後的時間旅行》
任天堂DS平台，2008年11月27日發售。

#### 第2系列
Episode 1：《雷頓教授與魔神之笛》
任天堂DS平台，2009年11月26日發售。破關後設有追加模式《雷頓教授的倫敦生活》。
Episode 2：《雷頓教授與奇蹟假面》
任天堂3DS平台，2011年2月26日作為日版3DS首發遊戲發售。
《雷頓教授與奇蹟假面 Plus》
任天堂3DS平台，仅通过网络发行。2013年2月6日发售。
Episode 3：《雷頓教授與超文明A的遺產》
任天堂3DS平台，2013年2月28日發售。

#### 新系列衍生作
《雷頓的神秘之旅 卡翠愛兒與大富翁的陰謀》
任天堂3DS/iOS/Android平台，2017年7月20日發售，雷頓教授的女兒作為主角。
《雷頓的神秘之旅 卡翠愛兒與大富翁的陰謀 DX》
任天堂Switch平台，2018年8月9日發售，為原作基礎的增強內容延伸版。

#### 新系列
《雷顿教授与蒸汽新世界》
任天堂Switch平台，2023年2月公布，发售日待定。本作是系列时隔十年再次推出的主系列新作品。

#### 跨界作品
《雷頓教授VS逆轉裁判》
任天堂3DS平台，2012年11月29日發售，與卡普空之《逆轉裁判》系列之跨界作品。

#### 其他作品
《雷頓教授Mobile》
手機應用程式，2008年10月6日發佈開始 
《雷頓教授與死鏡之館》
手機遊戲，2008年10月28日發佈開始 
《雷頓教授大混戰》
手機社交遊戲，2011年11月1日發佈開始至2012年11月30日服務終結 
《雷頓兄弟・神秘房間（Layton Brothers: Mystery Room）》
iOS手機遊戲，2012年9月21日發佈開始 
《雷頓教授與世紀之七怪盜》
iOS/Android手機社交遊戲，2012年11月14日發佈開始 
《雷頓7》
iOS/Android遊戲，這遊戲是基於狼人殺的玩法，原未定發售日，後來告知現已停止開發。

### 動畫電影
Episode 1.5：《雷頓大冒險：永遠的歌姬》
2009年12月19日于日本上映。

#### 電視動畫
《雷頓神秘偵探社 ～卡特莉的解謎事件簿～》
2018年4月8日起于日本播出。

#### 漫畫
《雷頓教授與愉快的事件》
2008年2月連載開始。
《雷頓教授與迷路之森》
2009年12月18日發售。

2009年12月18日發售。

2010年1月16日發售。

#### 小說
《雷頓教授與彷徨之城》
2008年12月18日發售。
《雷頓教授與怪人God》
2009年12月16日發售。

2009年12月18日发售。
《雷頓教授與幻影森林》
2010年12月15日發售。

#### 其他
《雷頓教授的秘密之書系列三部曲官方FanBook》
2009年1月发售。

2011年11月18日发售。

2009年12月10日发售。

遊戲書，2011年6月17日发售。

遊戲書，2012年3月28日发售。

繪本，2010年12月2日发售。

## 登場人物
- 雷頓教授：大泉洋
- 少年路克：堀北真希
- 阿羅瑪：能登麻美子
- 切爾米警部：齊藤志郎
- 當・波爾：稻葉實
- 蕾米：相武紗季

## 謎題的監修及製作
- 多湖輝
- 小野寺紳
- Moo.念平

## 漫畫版
於別冊Corocoro08年2月號開始連載，由桜ナオキ作畫，但漫畫版的雷頓及路克在性格上有很大的改變。

## 外部連結
- （日語） 雷頓教授系列官方網站 （页面存档备份，存于）